# Денс-панк
Денс-панк (англ. dance-punk або dancepunk punk— покидьки, «шпана» і funk — переляк, інші назви — Панк-фанк; диско-панк disco-punk або discopunk) — напрямок у рок-музиці. Виник наприкінці 1970-х років у США як намагання повернути джазу його первинну простоту та енергію. Використовуючи принципи мінімалізму, атональність, ритмічні структури фанку і дисонансний спів, послідовники Панк-фанку створили доволі незвичний стиль із нищівним ритмом, монотонним звучанням інструментів і дратівливо немелодійним вокалом.

## Представники
- Panic! At The Disco
- Franz Ferdinand
- The Prodigy
- Hadouken!